# 恩斯特·皮斯图拉
恩斯特·皮斯图拉（德語：Ernst Pistulla，1906年11月28日—1944年9月14日），德国男子拳击运动员。他曾代表德国参加1928年夏季奥林匹克运动会拳击比赛，获得男子轻重量级银牌。